# 吉田稔 (競艇選手)
吉田 稔（よしだ みのる、1956年11月29日 - ）は、群馬県出身のボートレーサー。

## 来歴
群馬県立桐生高等学校を卒業後、高崎プラザホテル勤務を経て、42期訓練生として本栖研修所に入り、リーグ戦勝率7.18（42期リーグ戦勝率2位）の成績で卒業した。1978年にデビューすると、2年半後にA級選手となる。1996年6月27日〜7月2日にかけて開催された第6回グランドチャンピオン決定戦で初日から超抜に仕上げて行き足から伸びが強力、予選を２１１１１として予選トップ通過し優勝候補と注目される。しかし、優勝戦は準優勝戦を2着として6号艇4コースからコンマ19のスタートで出遅れ惜しくも2着に終わりSG初優勝を逃した。

## エピソード
- 42期は吉田稔、荘林幸輝、平野勇志、久間繁、刀根辰治らがいて逸材揃いといわれた[要出典]。

## 獲得タイトル

### GI
- 1991年 7月 9日 開設36周年記念 オールジャパン竹島特別（蒲郡競艇場）
- 1993年 3月 2日 施設改善記念（平和島競艇場）
- 1994年 6月24日 開設39周年記念 江戸川大賞（江戸川競艇場）